# 25906 Morrell
25906 Morrell è un asteroide della fascia principale. Scoperto nel 2000, presenta un'orbita caratterizzata da un semiasse maggiore pari a 3,1670712 UA e da un'eccentricità di 0,2312847, inclinata di 25,24016° rispetto all'eclittica.